# Карпов Олександр Олександрович
Олександр Олександрович Карпов (нар. 1920, місто Чугуїв Харківської області — ?) — український радянський діяч, новатор виробництва, слюсар-механік Харківського механічного заводу Харківської області. Депутат Верховної Ради УРСР 7-го скликання.

## Біографія
У 1937 році закінчив семирічну школу.
З 1937 по 1941 рік — слюсар на паровозобудівному, а потім на механічному заводі міста Харкова. Під час німецької окупації не працював.
З 1943 по 1946 рік — у Червоній армії, учасник німецько-радянської війни. За зразкове виконання завдань командування був нагороджений трьома бойовими медалями.
Після демобілізації повернувся на Харківський механічний завод.
З 1946 року — слюсар-механік 6-го розряду слюсарних майстерень Харківського ремонтно-механічного заводу Харківської області. Автор 31 раціоналізаторської пропозиції, впровадження яких дало підприємству тисячі карбованців економії.
Потім — на пенсії у місті Харкові.

## Нагороди
- орден Леніна (1966)
- орден Вітчизняної війни ІІ ст. (6.04.1985)
- ордени
- медалі